# Arístocles de Messana
Arístocles (grec antic: Ἀριστοκλῆς) fou un filòsof peripatètic natural de Messana. Va viure al segle i dC, i fou el mestre d'Alexandre d'Afrodísies.
Arístocles va vincular cinc usos del terme savi amb un estudi en cinc etapes de la història de civilització humana i la història de la filosofia. També es va destacar per voler demostrar que les teories dels escèptics eren errades, i per ser un fervent defensor d'Aristòtil.

## Vida
Arístocles va viure, probablement, entre el primer segle abans de Crist i el primer dC, en una polis grega de Sicília pertanyent l'Imperi Romà, Messana.
No se sap gaire de la vida d'Arístocles; únicament, que va viatjar al Peloponnès, i alguns testimonis suggereixen que va estar a Alexandria.
En textos antics és confós sovint amb el peripatètic Alexandre d'Afrodísies. Es creia, erròniament, que el filòsof Aristòtil de Mitilene havia esmentat Alexandre com a mestre seu, però en realitat es tracta d'Arístocles. Aquesta hipòtesi va conduir a una datació tardana de la vida d'Arístocles (segona meitat del segle segon.). En una investigació recent Paul Moraux i Maria Lorenza Chiesara, assumeixen que va viure al voltant del canvi de mil·lenni. Com a suport d'aquesta conclusió hi ha el fet que, en l'obra del filòsof Enesidem (que va viure a la primera meitat del primer segle aC), apareix citat, però com si es tractés d'algú que havia viscut no gaire temps abans.

## Obres
El treball principal d'Arístocles va ser una presentació crítica dels ensenyaments de totes les escoles de filosofia que havien existit fins al seu temps, recollit en deu llibres amb un títol comú Sobre Filosofia (Περὶ φιλοσοφίας; Peri philosophias). Aquesta obra es va perdre, però van sobreviure vuit amplis passatges que va conservar el bisbe i escriptor Eusebi de Cesarea dins el seu llibre Praeparatio evangelica (14-15).
Asclepi de Tral·les i Joan Filòpon indiquen, en els seus comentaris a la Introducció a l'Aritmètica de Nicòmac Gerasè, cinc nou significats del terme savi en l'article sobre la Filosofia. Arístocles vincula aquests cinc usos de la paraula amb un estudi en cinc etapes de la història de civilització humana. Segons aquesta teoria, en el passat, la raça humana hauria estat minvada en una bona part a causa dels desastres naturals (epidèmies, i especialment per grans inundacions, com la dels temps de Deucalió). Els supervivents s'haurien vist obligats a fer invents com l'agricultura, per causa de la manca d'aliments. En aquell temps, l'enginy per sobreviure es va considerar saviesa. En una segona fase de desenvolupament es van inventar les arts, que ja no servien només per a la supervivència sinó que a més tenien finalitats estètiques, com l'arquitectura. Aquestes altres invencions van ser llavors considerades com un senyal de saviesa. En una tercera època, l'interès de la gent es va tornar cap als assumptes polítics, fet que va portar la creació de les lleis i normes que van servir per a l'organització de la convivència a les ciutats. D'aquesta mena de feines van sorgir els set savis de Grècia que van descobrir les polítiques més eficients. Una quarta època va centrar l'interès per l'estudi del cos i la naturalesa que l'ha produït, el que s'anomena la contemplació de la naturalesa, la comprensió de l'origen de les coses naturals o també filosofia natural. A la cinquena etapa de la civilització es dona un retorn de l'interès cap a les essències divines que són totalment immutables, i el coneixement d'aquesta àrea va ser anomenada la saviesa en el sentit més elevat. En la investigació, es va plantejar la hipòtesi que aquest argument de la filosofia de la història exposat per Arístocles, amb el seu concepte d'un progrés gradual, almenys parcialment seria una còpia perduda del jove Aristòtil; s'ha de considerar el diàleg d'Aristòtil Sobre Filosofia i el seu Protreptikos. Es creu que Arístocles hauria canviat i ampliat un esquema d'Aristòtil.
Arístocles en la seva obra Sobre Filosofia no es limita a recollir les idees d'altres filòsofs sinó que també es posiciona a favor o en contra d'algunes idees. Pel que fa a Aristòtil, demostra que és un fidel seguidor dels seus ensenyaments, les doctrines del qual volia difondre. S'oposa a aquells que havien escampat calúmnies contra Aristòtil i tracta de demostrar les seves opinions amb el mètode del sil·logisme. La seva obra recopilatòria de doctrines estrangeres resulta molt valuosa, especialment pel que fa a l'escepticisme. La seva exposició es basa en la informació no tan sols sobre les idees dels primers escèptics pirronians (Pirró d'Elis, Timó de Fliunt), sinó també d'Enesidem). No obstant això, les seves descripcions d'altres posicions de vegades es veuen afectades per la seva actitud polèmica o per la manca d'experiència. En canvi, per Plató va mostrar un gran respecte.
També es posiciona en contra d'altres tendències filosòfiques. Critica les doctrines dels escèptics i va tractar també de demostrar que era impossible viure constantment d'acord amb els seus principis, renunciant als judicis i, per tant, causant la cancel·lació dels conceptes morals, que finalment porten a la destrucció del respecte per les lleis i obren les portes al crim. La vida a partir dels principis escèptics és contrària a la naturalesa. Arístocles crea polèmica intercalant amb afecte una pregunta retòrica, però sense esmentar arguments importants en contra dels escèptics; no és clar si ell no coneixia completament la doctrina dels escèptics o si, per contra, va amagar deliberadament arguments. En un nivell significativament més alt, el seu argument es mou amb les opinions dels epicuris, de les quals estava aparentment millor informat. Es torna, d'una banda, contra el sensualisme i el subjectivisme, i d'altra banda, en contra de la posició contrària, segons la qual l'únic en què es pot confiar és el coneixement racional (eleàtics) i, d'acord amb la comprensió Arístocles (escola de Mègara). I altre cop, quan parla de l'epistemologia dels cirenaics s'expressa de manera polèmica i distorsionada.
A la Suda, una antiga enciclopèdia medieval, se cita en la seva obra principal quatre escrits d'Arístocles que no s'han conservat: "Si Homer o Plató són importants", "Tècniques retòriques", "Sobre Serapis" i "Ètica".